# Bienenwerder (Müncheberg)
Bienenwerder ist ein bewohnter Gemeindeteil von Müncheberg, einer Stadt im Landkreis Märkisch-Oderland im Land Brandenburg.

## Geografische Lage
Das Dorf liegt südwestlich des Stadtzentrums. Nordwestlich von Bienenwerder liegt der Müncheberger Ortsteil Hoppegarten, südlich Schönfelde, ein Ortsteil der Gemeinde Steinhöfel sowie im Osten mit Eggersdorf ein weiterer Ortsteil von Müncheberg. Nördlich der Wohnbebauung führt die Bundesstraße 1 in West-Ost-Richtung an Bienenwerder vorbei und stellt über die gleichnamige Straße nach Süden eine Verbindung in den Ort her. Westlich entspringt in einem Tümpel die Löcknitz und fließt in Nord-Süd-Richtung als Hoppegartener Fließ ab.

## Geschichte
Im Jahr 1699 wurde auf der Gemarkung eine Schäferei errichtet, die vermutlich einen Vorgängerbau ersetzte, der im Dreißigjährigen Krieg zerstört wurde. Die erste urkundliche Erwähnung findet sich in einem Kirchenbuch der Kirchengemeinde Steinhöfel aus dem Jahr 1722 als Schäffers im Bienwerder. Es handelte sich um ein Vorwerk in Erbpacht, das im Jahr 1726 eine Größe von 504 Morgen (Mg) 104 Ruten (R) hatte. Davon wurden 309 Mg 57 R als Acker genutzt. Weitere 133 Mg 98 R wurden als Bienenwerder Lug, 52 Mg 164 R als Kielige Lug und 154 R als Masche bezeichnet. Ein Garten nahm eine Fläche von 4 Mg 90 R ein, die Gebäude 1 Mg 27 R und die Wege 4 Mg 90 R. In der Spezifikation der Dörfer und Städte der Kurmark von 1745 erschien es lediglich als Vorwerk der Stadt Müncheberg. Die heute noch amtliche Bezeichnung Bienenwerder erschien erstmals im Jahr 1772 in der Beschreibung sämtlicher Städte (Angaben von 1768) und Dörfer der Kurmark von 1772. Zu dieser Zeit lebten im Dorf 28 Einwohner, darunter auch ein Freischulz, d. h. ein von Abgaben befreiter Dorfschulze. Aus den Jahren 1778/1786 wurde lediglich von einem Vorwerk und Schäferei berichtet, das 1786 insgesamt 400 Mg Acker und 100 Mg Wiese umfasste.

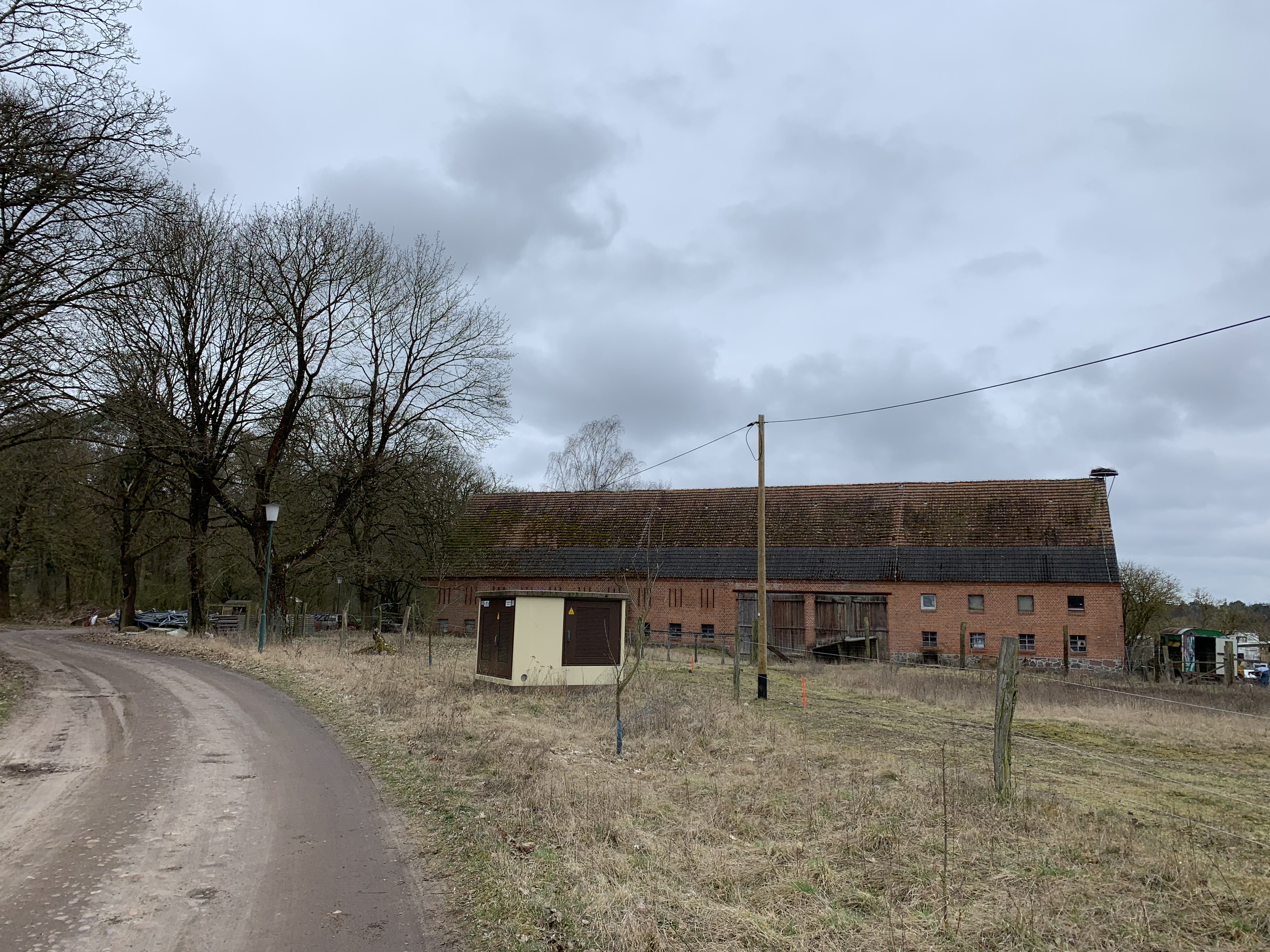
Vierseithof in Bienenwerder

Das Ortschaftsverzeichnis von Bratring führte für das Jahr 1801 insgesamt vier Feuerstellen (=Haushalte) mit 33 Einwohnern auf. Es gab das Vorwerk mit drei Büdnern und einigen Einliegern. Mit dem Wiener Kongress kam auch Bienenwerder bis zum Jahr 1950 zum Landkreis Lebus. Im Jahr 1818 standen im Dorf vier Wohngebäude, in denen mittlerweile nur noch elf Menschen lebten. Bis zum Jahr 1840 war die Anzahl wieder auf 16 Personen angestiegen. Im Jahr 1860 wurde das Vorwerk mit der Gemeinde Hoppegarten vereinigt und wurde dort vier Jahre später als Erbpachtvorwerk geführt. In den mittlerweile nur noch drei Wohngebäuden lebten zu dieser Zeit 18 Menschen. Bis 1871 war die Anzahl wieder auf 28 Personen angewachsen, fiel dann auf 21 Personen im Jahr 1885 und erreichte mit nur noch zwölf Personen im Jahr 1895 seinen vorläufigen Tiefpunkt.
Im Jahr 1905 lebten in Bienenwerder wieder 19 Personen; 1924 waren es 24. Im Jahr 1931 wurde Bienenwerder ein Wohnplatz der Stadt Hoppegarten und kam als solches im Jahr 1952 zum Kreis Strausberg. Im Jahr 1977 bestanden im Dorf die LPG Müncheberg Jungviehaufzucht Bienenwerder sowie die Revierförsterei Mittelheide mit dem Forsthaus Bienenwerder. Die ehemalige Schäferei im Vierseithof wird im 21. Jahrhundert von einem Hofkollektiv betrieben.